# Future Breeze
Pour les articles homonymes, voir Breeze.
Future Breeze est un groupe de musique électronique allemand. Créé à Essen et actif depuis le milieu des années 1990, il est composé des deux disc jockeys et producteurs Markus Boehme et Martin Hensing.

## Discographie

### Albums
- 1997 : Why?
- 2005 : Second Life

### Singles
- 1995 : House
- 1995 : Read my Lips
- 1996 : Why Don't You Dance With Me
- 1997 : Keep the fire burnin’
- 1997 : Why?
- 1997 : How much can you take
- 1998 : Another Day
- 1999 : Cruel World
- 2000 : Smile
- 2001 : Mind in Motion
- 2001 : Temple of Dreams
- 2002 : Ocean of eternity
- 2002 : Heaven Above
- 2004 : Push / Second Life
- 2004 : Out of the Blue
- 2009 : Adagio for Strings
- 2009 : Fade to Grey
- 2010 : Why Don't You Dance With Me 2010
- 2012 : Animal